# Меннерс, Джон, 3-й герцог Ратленд
Джон Меннерс, 3-й герцог Ратленд (англ. John Manners, 3rd Duke of Rutland; 21 октября 1696 — 29 мая 1779) — английский аристократ, пэр и государственный деятель. Он был известен как маркиз Грэнби с 1711 по 1721 год.

## Биография
Джон Меннерс родился 21 октября 1696 года. Он был старшим сыном Джона Меннерса, 2-го герцога Ратленда (1676—1721), и Кэтрин Рассел (1676—1711). Занимал различные государственные и придворные должности, в том числе, лорда-лейтенанта Лестершира (1721—1779), канцлера герцогства Ланкастерского (1727—1736), лорда-стюарда королевского двора (1755—1761) и шталмейстера (1761—1766).
Представлял Ратленда в британском парламенте с января 1719 по февраль 1721 года. Он был одним из директоров Королевской академии музыки, основав Лондонскую оперную труппу, которая заказывала многочисленные произведения Генделя, Бонончини и других.
В 1722 году герцог Ратленд стал кавалером Ордена Подвязки, в 1727 году был приведен к присяге в Тайном совете. Он поддержал создание Лондонской больницы подкидышей и был одним из её основателей, когда она получила королевскую хартию в 1739 году. Город Ратленд, штат Вермонт, назван в его честь.

## Художественная коллекция
Джон Меннерс, 3-й герцог Ратленд, был коллекционером произведений искусства. Он начал покупать в 1742 году и в течение двух десятилетий покупал картины, рисунки и гравюры на лондонских художественных аукционах. Агенты покупали для него на других аукционах, и он тоже покупал в частном порядке, через дилеров. После смерти своего отца, Джона, 2-го герцога Ратленда, в 1721 году 3-й герцог унаследовал семейную коллекцию картин, приобретённых его предками, включая старые мастера и непрерывный ряд родовых портретов.
Он любил маленькие картины и в результате тратил на свою коллекцию меньше, чем другие коллекционеры, которые предпочитали более крупные и более дорогие полотна. Например, он не покупал наравне со своим внуком Чарльзом, 4-м герцогом Ратлендом, другом и покровителем сэра Джошуа Рейнольдса. Тем не менее он был серьёзным коллекционером, чей глаз и темперамент заставляли его покупать меньшие работы всех крупных европейских художников, включая Рафаэля, Тициана, Бассано, Веронезе, Гвидо Рени и итальянских северян, особенно Клода и двух Пуссенов. Известно, что он потратил около 3210 фунтов стерлингов на картины, но эта цифра должна быть принята как приблизительная и открыта для пересмотра, если появятся новые записи. Для сравнения, строительство его лондонского таунхауса в тот же период обошлось примерно в 4 432 фунта.
По неизвестной причине герцог Ратленд продал 200 картин в 1758—1759 годах.

## Семья
Герцог Ратленд умер 29 мая 1779 года в возрасте 82 лет в Ратленд-хаусе, Найтсбридж, Лондон, и был похоронен в мавзолее замка Бельвуар.
27 августа 1717 года он женился на Бриджит Саттон (30 ноября 1699 — 16 июня 1734), 17-летней наследнице Роберта Саттона, 2-го барона Лексинтона (1662—1723). У них было одиннадцать детей, большинство из которых умерли молодыми:
- Леди Кэтрин Рэйчел Мэннерс (род. 1718), умерла молодой
- Леди Каролина Мэннерс (род. весна 1719), умерла молодой
- Леди Фрэнсис и леди Бриджит Мэннерс (? — 30 декабря 1719), близнецы, умерли в младенчестве
- Джон Меннерс, маркиз Грэнби (2 января 1721 — 18 октября 1770), генерал-магистр артиллерии
- Лорд Роберт Мэннерс-Саттон (21 февраля 1722 — 19 ноября 1762), член Палаты общин
- Лорд Джордж Мэннерс-Саттон (8 марта 1723 — 7 января 1783), член Палаты общин
- Лорд Уильям Мэннерс (29 июля 1724 — 11 марта 1730), умер молодым
- Леди Леонора Мэннерс (? — июнь 1740), умерла молодой
- Леди Фрэнсис Мэннерс (ок. 1726 — 3 февраля 1739), умерла молодой
- Лорд Фредерик Мэннерс (род. 17 февраля 1728).

## Титулатура
- 3-й герцог Ратленд (с 22 февраля 1721)
- 3-й маркиз Грэнби, Ноттингемшир (с 22 февраля 1721)
- 11-й граф Ратленд (с 22 февраля 1721)
- 3-й лорд Меннерс из Хэддона (с 22 февраля 1721).